# باغز باني: 1001 حكاية
باغز باني : 1001 حكايات الأرنب (بالإنجليزية: Bugs Bunny's 3rd Movie: 1001 Rabbit tales)‏ هو فيلم رسوم متحركة أمريكي كوميدي خيالي صدر عام 1982، من أخراج فريز فريلينغ. وإنتاج شركة وارنر برذرز.

## القصة
يتولى باغز باني ودافي داك دور ممثلي المبيعات لشركة رامبلينغ هاوس للنشر، ويتنافسان على الجائزة الكبرى المرموقة التي تُمنح لأفضل بائع أداءً. يتم تعيين كل منهما في مكانين مختلفين - باغز إلى بيزمو بيتش، كاليفورنيا ودافي إلى ثيرموبوليس - يشرع الاثنان في رحلات منفصلة تتميز بسلسلة من اللقاءات المضحكة.
تبدأ مغامرات دافي السيئة عندما يصطدم عن غير قصد بمسكن بوركي بيغ أثناء عاصفة شتوية، بحثًا عن ملجأ. وفي الوقت نفسه، يجد باغز نفسه في غابة ويتبنى شكل قرد صغير لتجنب الخطر. تتقارب مساراتهم عندما يجتمعون ويغامرون نحو شاطئ بيزمو، فقط ليعثروا على كهف مليء بالكنوز في الصحراء.
يجد باغز نفسه بعد ذلك مجبرًا على تسلية ابن السلطان يوسمايت سام المدلل، الأمير أبا دابا، بسلسلة من القصص الخيالية الساخرة. وعلى الرغم من محاولاته للهروب، يظل باغز متورطًا في واجبات سرد القصص، بينما يصادف دافي، في سعيه وراء الثراء، مصباحًا سحريًا في الكهف. وتفشل محاولته لاستغلال المصباح لتحقيق الربح عندما يخرج الجني، مما يدفع دافي إلى الهروب الفوضوي عبر الصحراء بحثًا عن الماء.
يبتكر باغز خطة هروب ذكية تتضمن خدعة باستخدام الزيت المغلي، مما يسمح له بالإفلات من قبضة سام والالتقاء بدافي. ومع ذلك، فإن حرص دافي على استغلال القصر لبيع الكتب يؤدي إلى المزيد من سوء الحظ. يغادر باغز ودافي في النهاية عند غروب الشمس، بعد أن جُرِّد دافي من ريشه.

## الأصوات
- ميل بلانك، في دور باغز باني، دافي داك، بوركي بيغ، يوسمايت سام، سيلفستر القط، سيلفستر جونيور، سبييدي غونزاليس، تويتي، روفر، حسن، هانسيل، الأمير الساحر، الذئب الشرير الكبير، الجني، عملاق شجرة الفاصولياء، إلفيس غوريلا، ستورك.
- يونيو فوريا، في دور الجدة ، الأم الغوريلا، الفأر الذهبي، ذات الرداء الأحمر.
- شيبرد مينكين، في دور الراوي القديم.
- ليني وينريب، في دور الأمير أبا دابا.
- بيا بيناديريت، بدور الساحرة هازل ، جريتيل.
- آرثر كيو برايان، في دور إلمر فاد.
- توم هولاند، في دور سلوبوك رودريجيز.
- ويليام "بيل" روبرتس، في دور ميشيغان جيه فروج.

## وصلات خارجية
- باجز باني: 1001 حكاية على موقع IMDb (الإنجليزية)
- باجز باني: 1001 حكاية على موقع روتن توميتوز (الإنجليزية)
- باجز باني: 1001 حكاية على موقع ألو سيني (الفرنسية)
- باجز باني: 1001 حكاية على موقع Turner Classic Movies (الإنجليزية)
- باجز باني: 1001 حكاية على موقع أول موفي (الإنجليزية)
- باجز باني: 1001 حكاية على موقع بوكس أوفيس موجو (الإنجليزية)
- باجز باني: 1001 حكاية على موقع فيلمافينيتي (الإسبانية)
- باجز باني: 1001 حكاية على موقع قاعدة بيانات الفيلم (الإنجليزية)
- باجز باني: 1001 حكاية على موقع ليتربوكسد (الإنجليزية)
- باجز باني: 1001 حكاية على موقع كينوبويسك (الروسية)